# Малый Курлак
Ма́лый Курла́к — река в Аннинском и Эртильском районах Воронежской области России, левый приток Курлака (Большой Курлак), бассейн Дона.

## География
Длина Малого Курлака 34 км. Устье реки находится у села Большая Алексеевка. Площадь водосбора — 176 км². Расстояние от устья — 40 км.
Течение реки — непостоянное эпизодическое.
У реки 2 притока длиной менее 10 км, общей длиной 6 км.
Левые притоки Малого Курлака:
- Осиповка.